# Остервальд, Георг
Георг Рудольф Даниэль Остервальд (нем. Georg Rudolf Daniel Osterwald, * 26 января 1803 г. Ринтельн; † 1 июля 1884 г. Кёльн — немецкий художник, график и иллюстратор литературы, профессор.

## Жизнь и творчество
Георг Остервальд кончил в 1819 году гимназию в родном городе, после чего он служит техником-чертёжником в горном управлении, в Бонне. В местном университете (Рейнский университет Фридриха-Вильгельма, Бонн) изучает живопись. Позднее продолжает обучение рисунку в Мюнхене, под руководством Фридриха фон Гертнера. Параллельно преподаёт рисунок и черчение в мюнхенском строительном училище. В 1825-1828 годы продолжает учиться живописи в «Феллинском институте» в Хохвиле близ Берна, в 1830-1832 - в Париже. В 1835 и 1836 годы, совместно с Иоганном Германом Детмольдом, издаёт «Ганноверский художественный листок», который Союз живописцев Ганновера готовит в своим выставкам. До 1843 года художник живёт и работает в Ганновере. Позднее Георг Остервальд переезжает в Дрезден, затем - в Кёльн. Здесь указом короля Вильгельма I Прусского ему присваивается звание профессора Кёльнского университета, где Г.Остервальд тогда преподавал. Совершил путешествие по Италии.
Рад графических работ Г.Остервальда с видами центральных и западных областей Германии вошли в вышедшее в 1858 году издание «Королевство Ганновер и герцогство Брауншвейг» (Das Königreich Hannover und das Herzogthum Braunschweig) с текстом Отто фон Хейнемана. В 1842 году выходит в Лейпциге из печати сборник «Народные сказки немцев» (Volksmährchen der Deutschen., составители Иоганн-Карл Музеус и Юлиус-Людвиг Клее) с иллюстрациями Г.Остервальда. В 1839 году иллюстрирует «Путешествие в Брауншвейг» князя Адольфа фон Книгге.

## Галерея

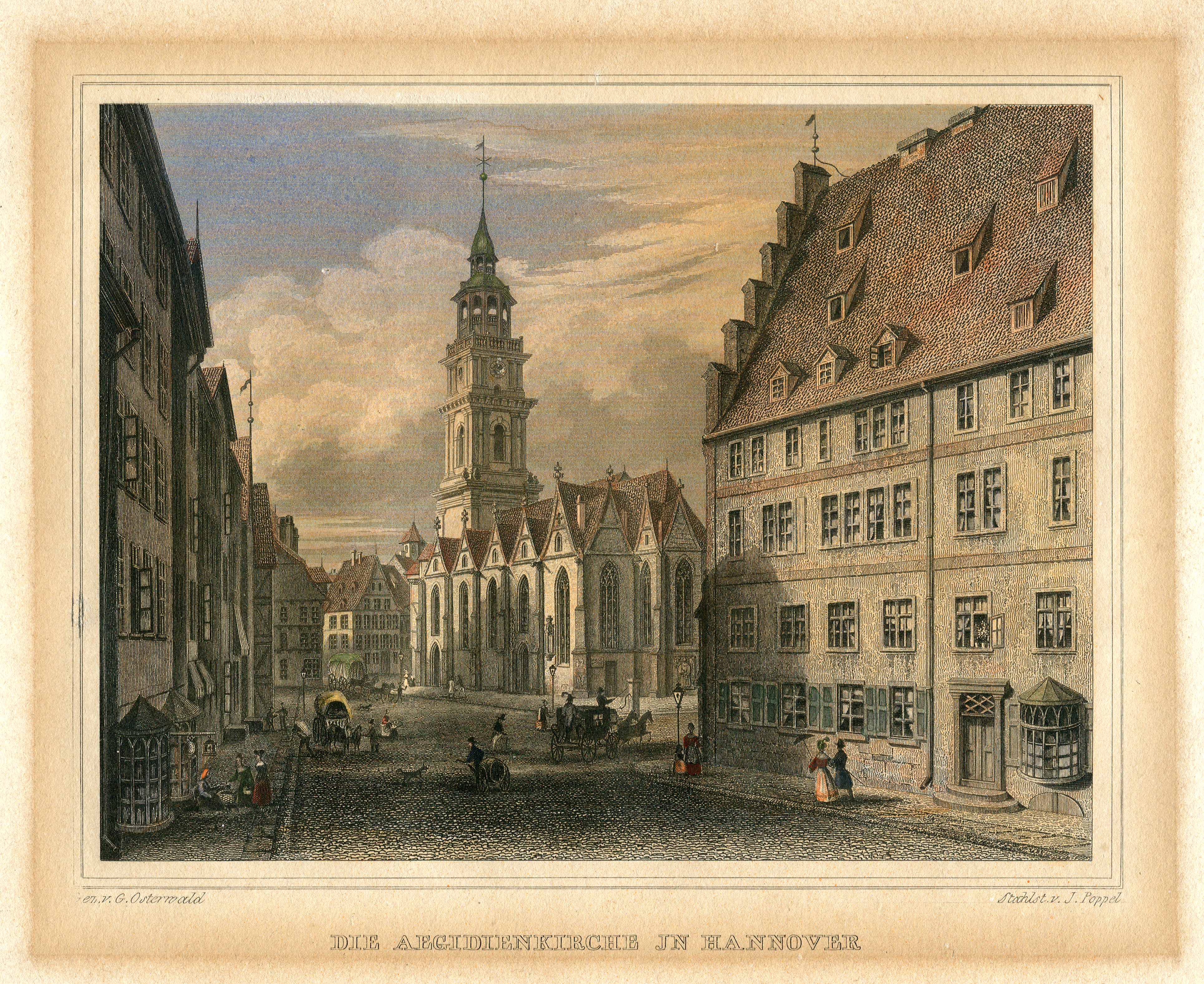
«Церковь св. Эгидия в Ганновере»
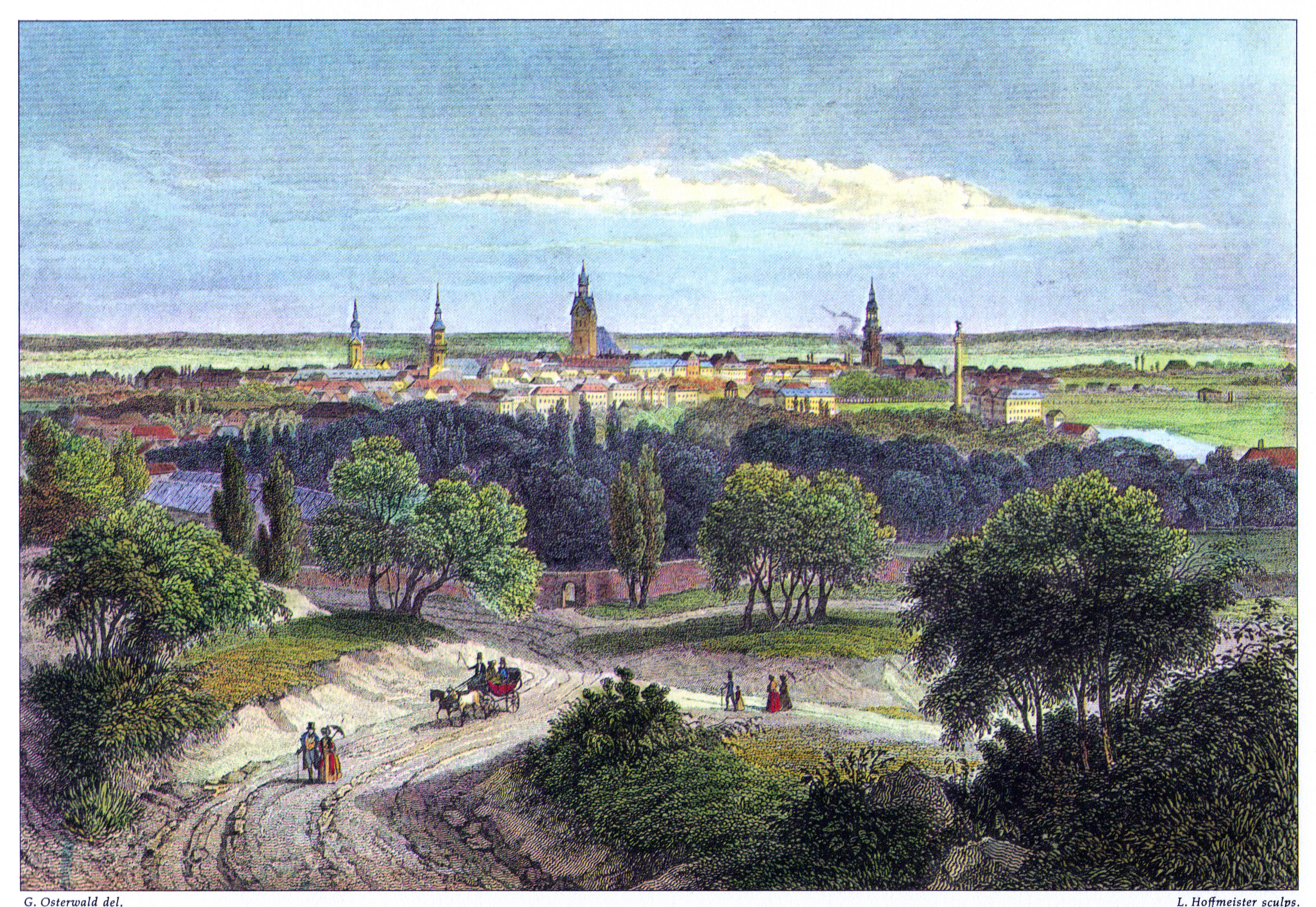
«Вид на Ганновер с юго-запада» (ок. 1840 года)
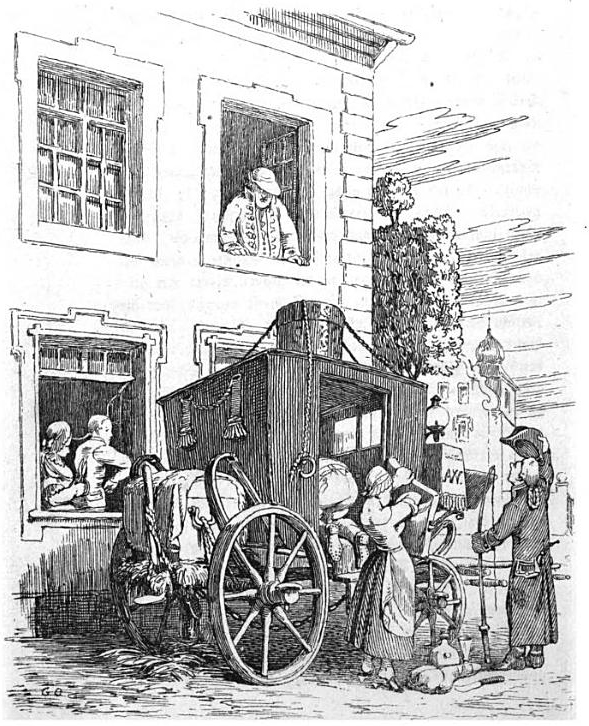
Иллюстрация из «Путешествия в Брауншвейг»
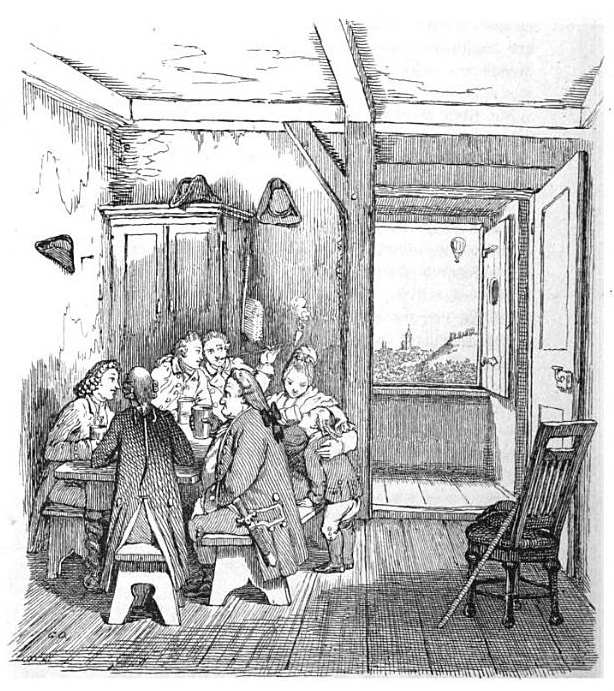
Иллюстрация из «Путешествия в Брауншвейг»
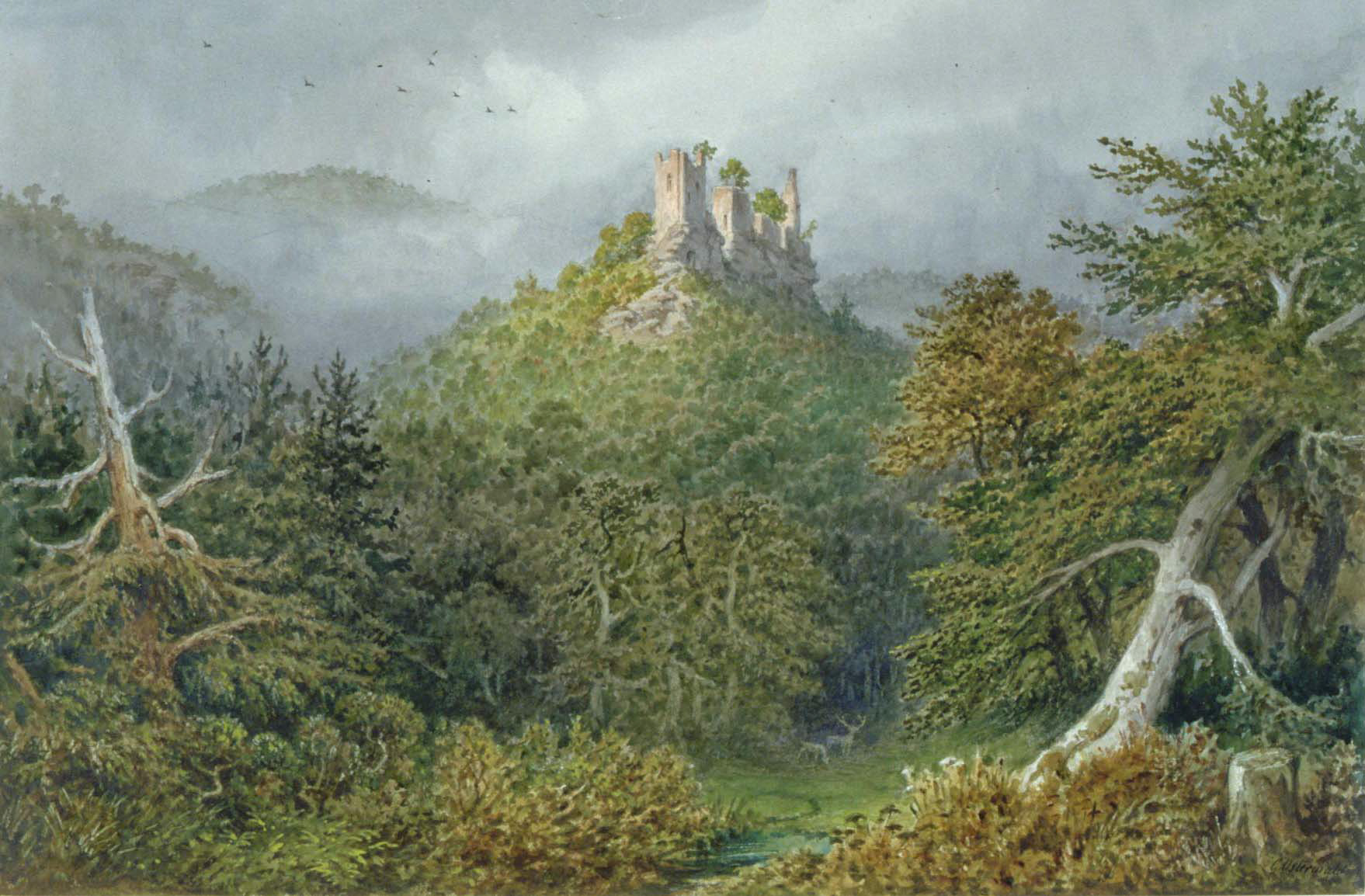
«Руины замка Вазигенштейн в Эльзасе»
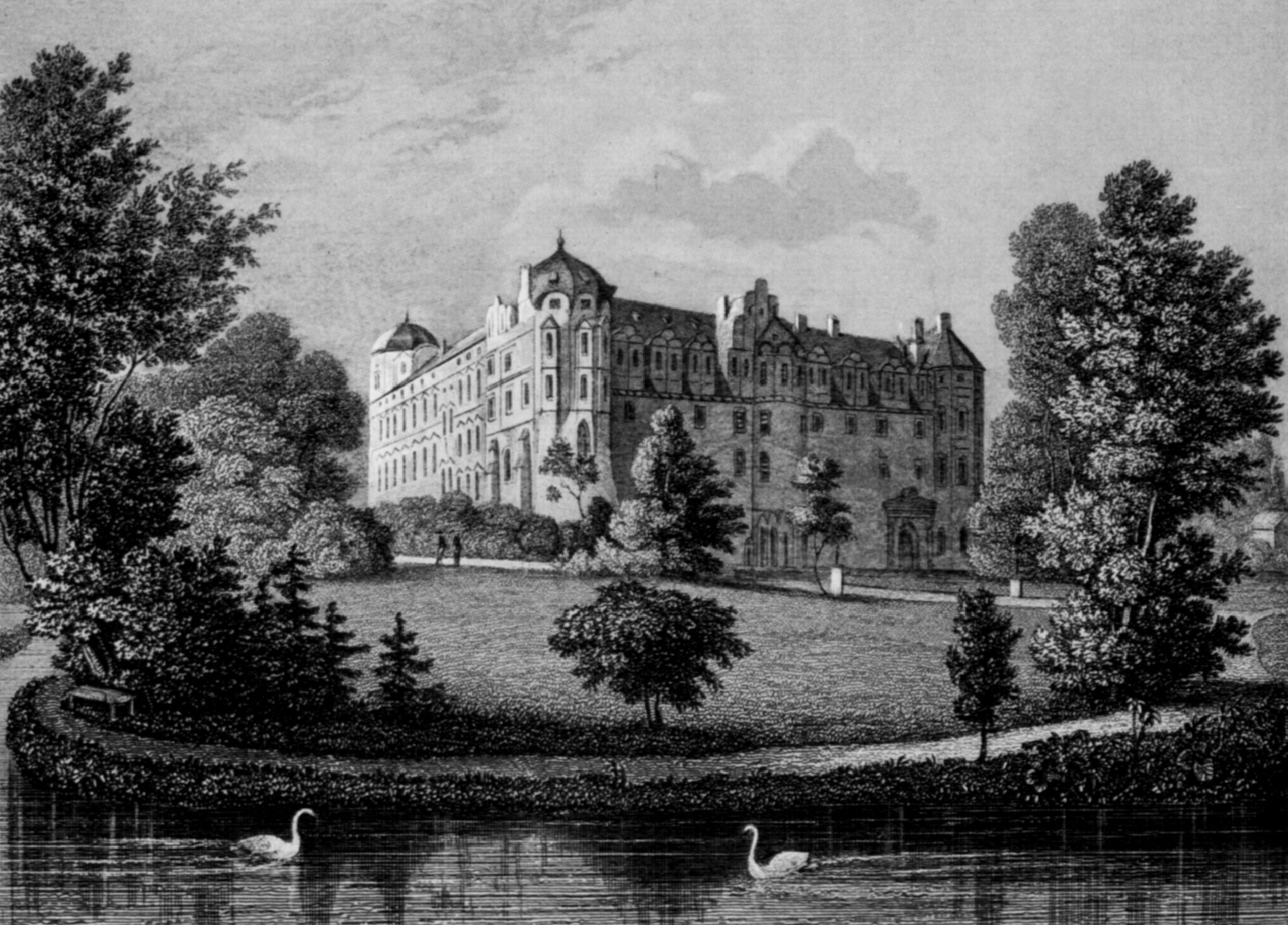
«Замок Целле»

## Дополнения
- europeana: Георг Остервальд